# Boarmia baryspila
Boarmia baryspila är en fjärilsart som beskrevs av Turner 1947. Boarmia baryspila ingår i släktet Boarmia och familjen mätare. Inga underarter finns listade i Catalogue of Life.